# 乌尔巴赫 (莱茵兰-普法尔茨州)
乌尔巴赫（德語：Urbach，發音：[ˈuːɐ̯ˌbax]）是德国莱茵兰-普法尔茨州新维德县的市镇，面积11.29平方千米，2023年12月31日人口为1,477人。